# 廟街事件

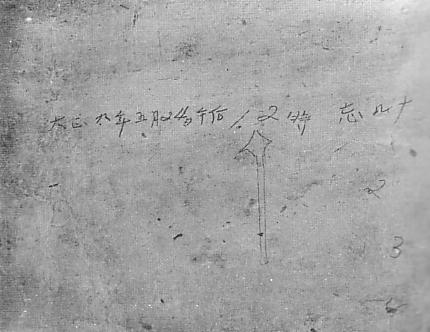
廟街事件日本遇難者書写在監獄壁上的遺書：「大正9年5月24日午後12時，不要忘記」 (Note: 大正9年5月24日午後12時，不要忘記，大正9年5月24日午後12時忘ルナ)

廟街事件，俄羅斯稱尼古拉耶夫斯克事件（俄语：Николаевский инцидент），日本稱尼港事件（日语： Nikō Jiken），是協約國武裝干涉俄國內戰期間，在1920年2月至3月發生的事件，事件導致廟街鎮內約有450人的日本裔平民社區和350個日本陸軍第14師團的士兵遭遇屠杀。

## 過程

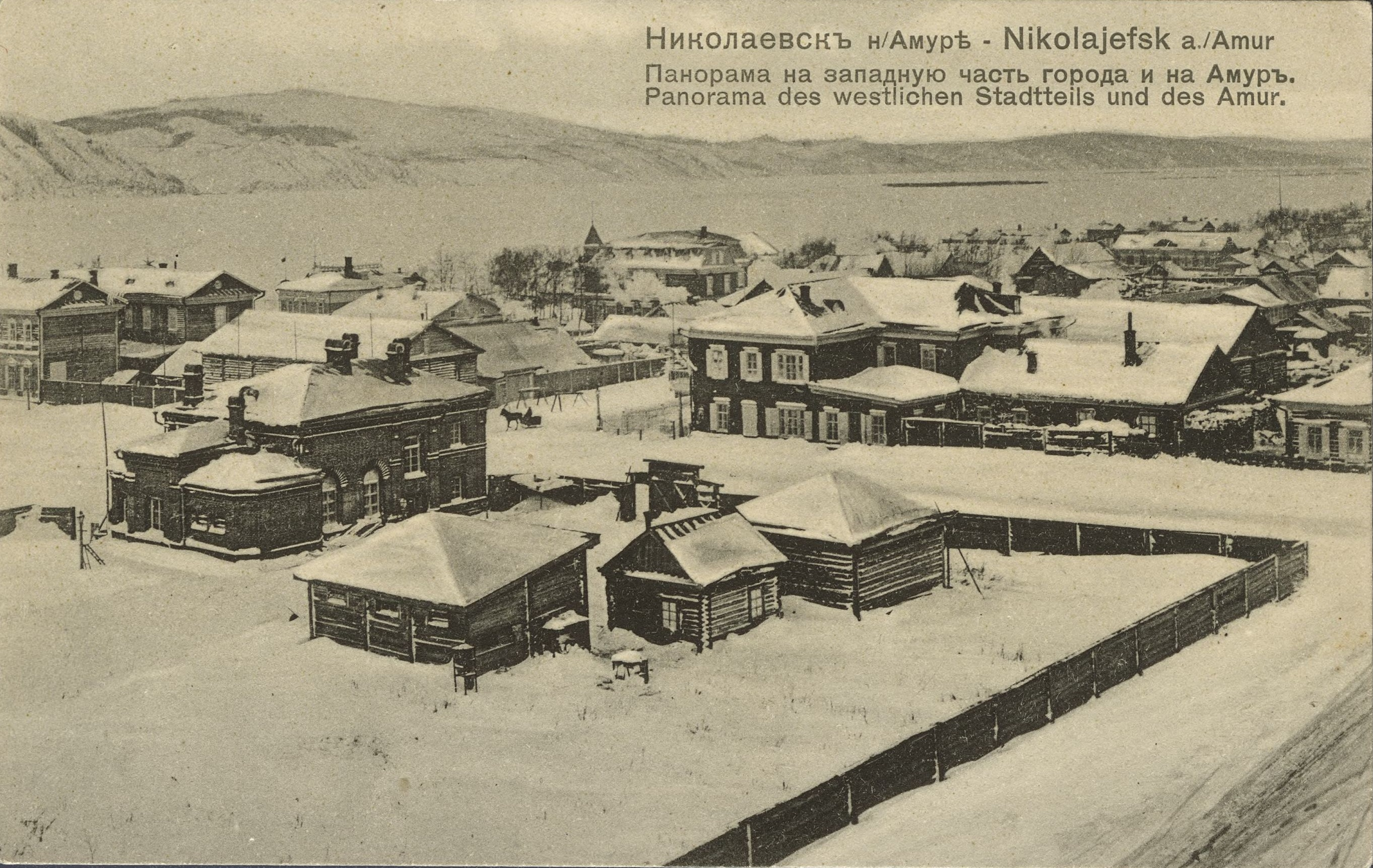
約1900年的廟街

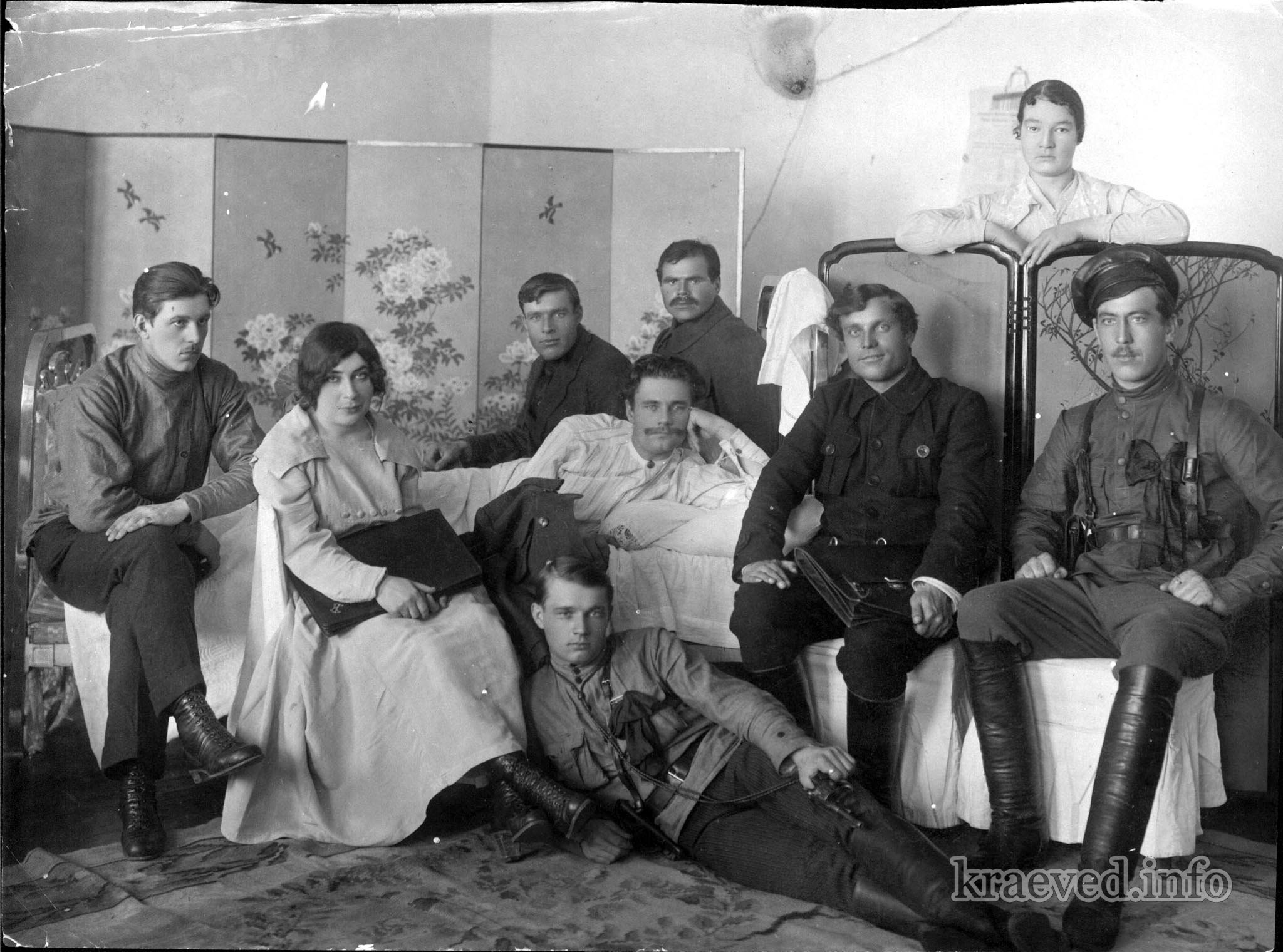
1920年3月底，指挥屠杀的红军军官，雅科夫·特里亞皮岑（中間穿白衣的側躺者），與他的游擊隊，左二是他的妻子也是游擊隊參謀長妮娜·列別傑娃 (Note: Нина Михайловна Лебедева)，背後是从日本人居住處夺得的屏風。

日本軍隊於1918年開始駐守廟街，是日本干涉西伯利亚的一部分。1920年2月初，廟街約有450人的日本裔平民社區和350個日本陸軍第14師團的士兵駐守。
1920年1月，廟街被红军领袖雅科夫·特里亞皮岑的四千人軍隊包圍。2月24日，日軍司令官發現己方寡不敵眾，孤立無援，遂懸掛白旗允許特里亞皮岑的軍隊進城。特里亞皮岑進城後開始搜捕和處決白軍支持者，日本駐軍表示反对。3月10日，特里亞皮岑向日軍發出最後通牒，要他們自願解除武裝，不過事前便肯定日軍不會順從。
日軍在3月12日發動突襲，但以失敗而告终，日軍傷亡多人，其餘的被获准投降。其間，本應和日本同一陣營的北洋政府的軍艦助俄攻日，後來引起外交事件。縱使日軍已投降，然而特里亞皮岑施以報復行為，屠戮殘存的日軍和鎮裡的日本平民，只剩下122人，受害的日本人合計約有700人。特里亞皮岑隨後開始實行恐怖統治，把他認為會危及自己軍隊的平民殺害。为了节约弹药，他下令用刺刀將目標刺傷，再把他們推到黑龍江冰層的洞口，共計有數千名居民遭殺害。該年的5月底，日本遠征救援軍迫近，特里亞皮岑把鎮內所有日裔居民全部殺死，並把全鎮燒為平地。

## 後續發展
日本政府随后向莫斯科提交抗議，要求賠償。俄國政府遂捉拿並處決特里亞皮岑，但日方不滿意如此的處理，遂佔領庫頁島北部，日本直至1925年才與蘇聯建交並歸還庫頁島北部。